# Prix František-Nušl

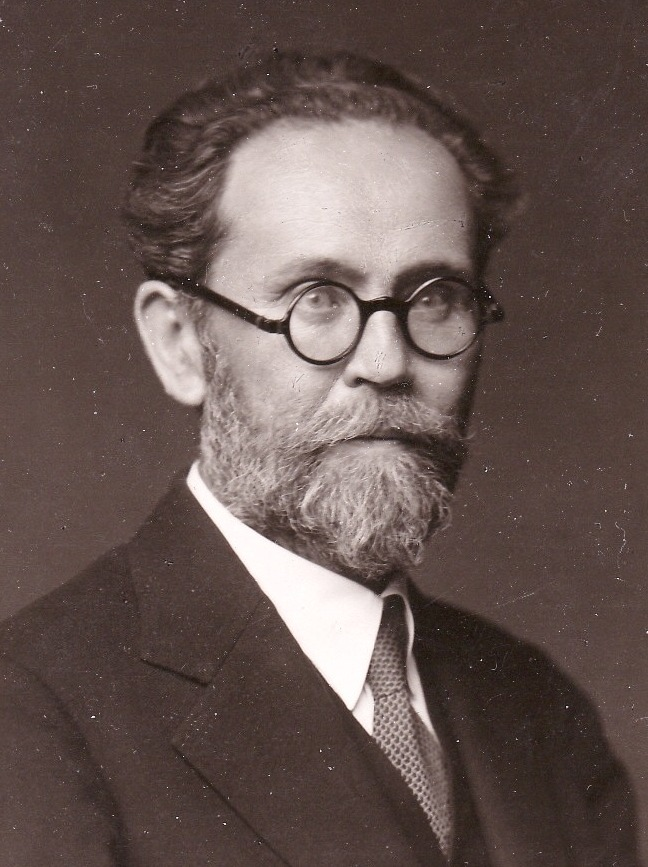
František Nušl.

Le prix František-Nušl (en tchèque Cena Františka Nušla), en abrégé prix Nušl (Nušlova cena) et à l'origine prix Prof.-František-Nušl (Cena prof. Františka Nušla), est la plus haute distinction décernée en Tchéquie à des chercheurs et à des personnalités éminentes pour leur travail scientifique, professionnel, éducatif, de vulgarisation ou organisationnel permanent en astronomie et sciences connexes.   

## Liminaire
Le prix Nušl est le prix astronomique le plus prestigieux décerné en Tchéquie. Il est nommé d'après František Nušl (3 décembre 1867 - 17 septembre 1951), éminent astronome tchèque de la première moitié du XXe siècle, professeur d'université, premier directeur de l'observatoire d'Ondřejov, directeur de l'Observatoire d'État de Prague et président de la Société tchèque d'astronomie, également professeur d'astronomie à l'Université Charles de Prague,,.

## Historique
Le prix est décerné chaque année depuis 1938 par la Société tchèque d'astronomie ; cependant, sa subvention a été interrompue sous le régime socialiste et renouvelée seulement en 1999.

## Lauréats jusqu'en 1952

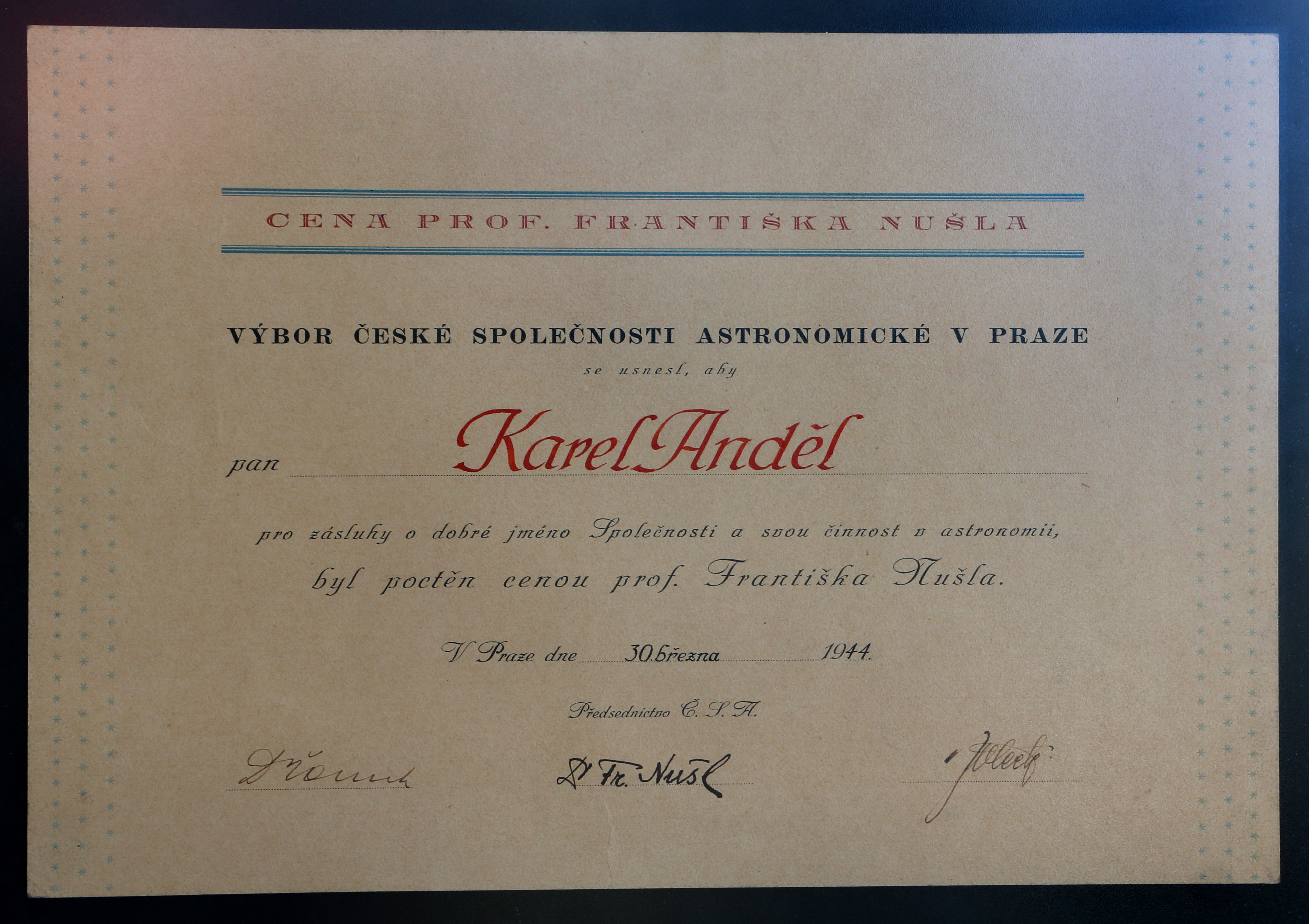
Prix Nušl 1944 de Karel Anděl.

- 1938 : Karel Čacký (22 août 1898 - 10 janvier 1973)
- 1939 : Antonín Bečvář (10 juin 1901 - 10 janvier 1965)
- 1940 : 
  - Vladimír Guth (cs) (3 février 1905 - 24 juin 1985)
  - Jan Kvíčala (15 janvier 1913 - 25 février 1972)
  - Jaroslav Štěpánek (5 janvier 1901 - ? )
  - Alois Vrátník (19 novembre 1911 - 1992)
- 1941 : Josef Klepešta (cs) (4 juin 1895 - 12 juillet 1976)
- 1942 : Jindřich Zeman (cs) (31 janvier 1894 - 18 novembre 1978)
- 1943 : Karel Anděl (28 décembre 1884 - 17 mars 1948)
- 1944 : Viktor Rolčík (12 mars 1885 - 29 août 1954)
- 1945 : Bedrich Curda-Lipovsky (20 novembre 1893 - 29 août 1954)
- 1946 : Ľudmila Pajdušáková (29 juin 1916 - 6 octobre 1979)
- 1947 : Vilém Gajdušek (cs) (16 avril 1895 - 22 janvier 1977)
- 1948 : Karel Novák (24 novembre 1887 - 11 juin 1958)
- 1949 : Luisa Landová-Štychová (31 janvier 1885 - 31 août 1969)
- 1952 : Alois Peřina (27 juillet 1907 - 14 décembre 1976)

## Lauréats depuis 1999

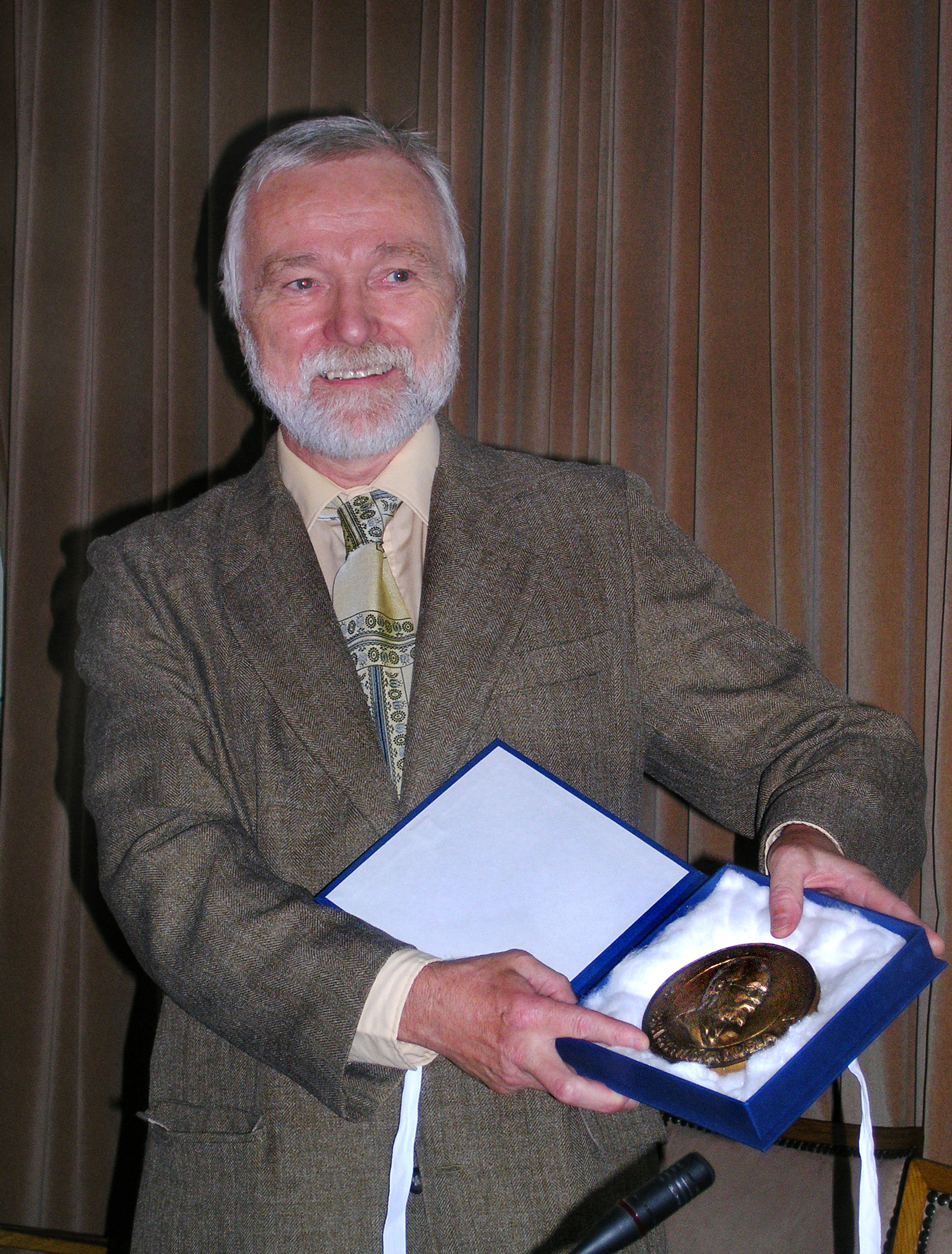
Ivan Hubený, prix František Nušl 2008.

- 1999 : Luboš Perek (26 juillet 1919 - 17 septembre 2020)
- 2000 : Miroslav Plavec (cs) (7 octobre 1925 - 23 janvier 2008)
- 2001 : Ladislav Křivský (cs) (8 décembre 1925 - 24 avril 2007)
- 2002 : Zdeněk Švestka (30 septembre 1925 - 2 mars 2013)
- 2003 : Josip Kleczek (cs) (22 février 1923 - 5 janvier 2014)
- 2004 : Zdeněk Ceplecha (27 janvier 1929 - 4 décembre 2009)
- 2005 : Ladislav Sehnal (cs) (5 février 1931 - 26 octobre 2011)
- 2006 : Zdeněk Sekanina (* 12 juin 1936)
- 2007 : Jan Vondrák (cs) (* 12 octobre 1940)
- 2008 : Ivan Hubený (cs) (* 5 juin 1948)[4]
- 2009 : Pavel Mayer (cs) (7 novembre 1932 - 7 novembre 2018)[5]
- 2010 : Luboš Kohoutek (* 29 janvier 1935)[6]
- 2011 : Jiří Grygar (* 17 mars 1936)
- 2012 : Antonín Rükl (22 septembre 1932 - 11 juin 2016)[7]
- 2013 : Marian Karlický (cs) (* 20 octobre 1949)[8]
- 2014 : Petr Heinzel (cs) (* 9 novembre 1950)[9]
- 2015 : Jan Palous (* 31 octobre 1949)[10]
- 2016 : Zdeněk Mikulášek (cs) (* 15 mai 1947)
- 2017 : Jiří Bičák (cs) (* 7 janvier 1942)[11]
- 2018 : Martin Šolc (cs) (* 26 mars 1949)[12]
- 2019 : Zdeněk Stuchlík (* 1950)
- 2020 : Petr Hadrava (cs) (* 16 avril 1951)